# Setagrotis vocalis
Setagrotis vocalis là một loài bướm đêm trong họ Noctuidae.